# Palaeoloxodon antiquus
Palaeoloxodon antiquus (także Elephas antiquus, zwany słoniem leśnym) – wymarły gatunek słonia, który przez niemal cały plejstocen zasiedlał Europę.
Było to zwierzę nawet dwa razy większe od dzisiejszych słoni, o bardzo dużych i prostych ciosach. Samiec osiągał 4,1 metra wysokości, ważył około 10 ton, był nie tylko jednym z największych gatunków słoni, jaki kiedykolwiek żył, ale również jednym z największych znanych ssaków. Najdłużej przetrwał prawdopodobnie na Półwyspie Iberyjskim, gdzie wyginął 33–34 tys. lat temu, natomiast jego potomkowie na Tilos żyli jeszcze 4 tys. lat temu.
Zapis kopalny dowodzi, że Palaeoloxodon antiquus zamieszkiwał całą Europę, łącznie z Wielką Brytanią, choć prawdopodobnie bez Irlandii i północnej Fennoskandii. W okresach lodowcowych wycofywał się na południe kontynentu, podczas interglacjałów opanowywał tereny północne. Wyspy Morza Śródziemnego zasiedlała w plejstocenie cała gama podgatunków P. antiquus lub pokrewnych gatunków o zredukowanych w wyniku skarłowacenia rozmiarach. Najmniejszy z nich, Palaeoloxodon falconeri (Elephas falconeri), osiągał w kłębie zaledwie metr wysokości. Ssaki te wymarły zapewne podczas kolonizacji wysp przez pierwszych ludzi w czasach historycznych.

## Palaeoloxodon antiquusw muzeach polskich
Największy okaz słonia kopalnego znaleziono w Europie na terenie odkrywkowej kopalni węgla brunatnego w Jóżwinie. Eksponat, zniszczony przez koparkę, jest obecnie prezentowany w Muzeum Okręgowym w Koninie. Fragment innego szkieletu, wykopanego w Warszawie, wystawia także Muzeum Ziemi PAN w Warszawie.

## Galeria

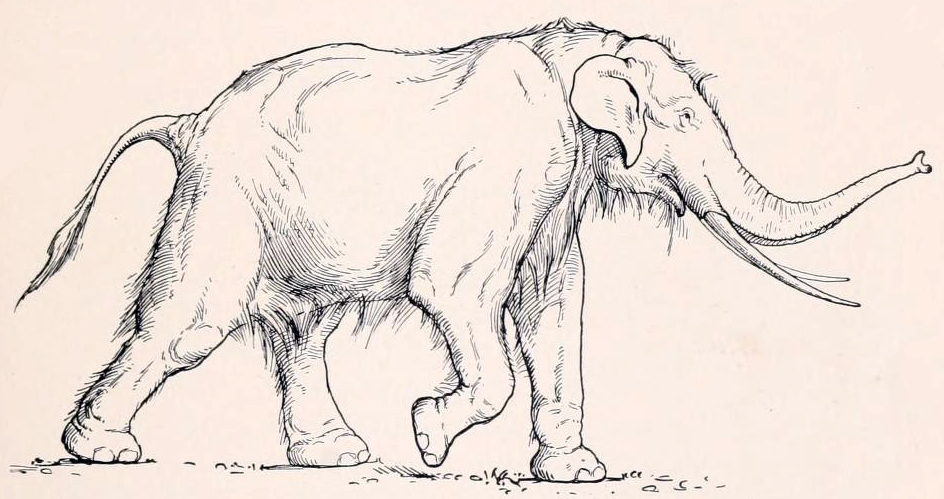
Rekonstrukcja z książki Men of the Old Stone Age (1916) autorstwa amerykańskiego paleontologa Henry’ego Fairfielda Osborna.
Skamieniała czaszka i miniaturowy model Palaeoloxodon antiquus w Narodowym Muzeum Archeologicznym w Madrycie.
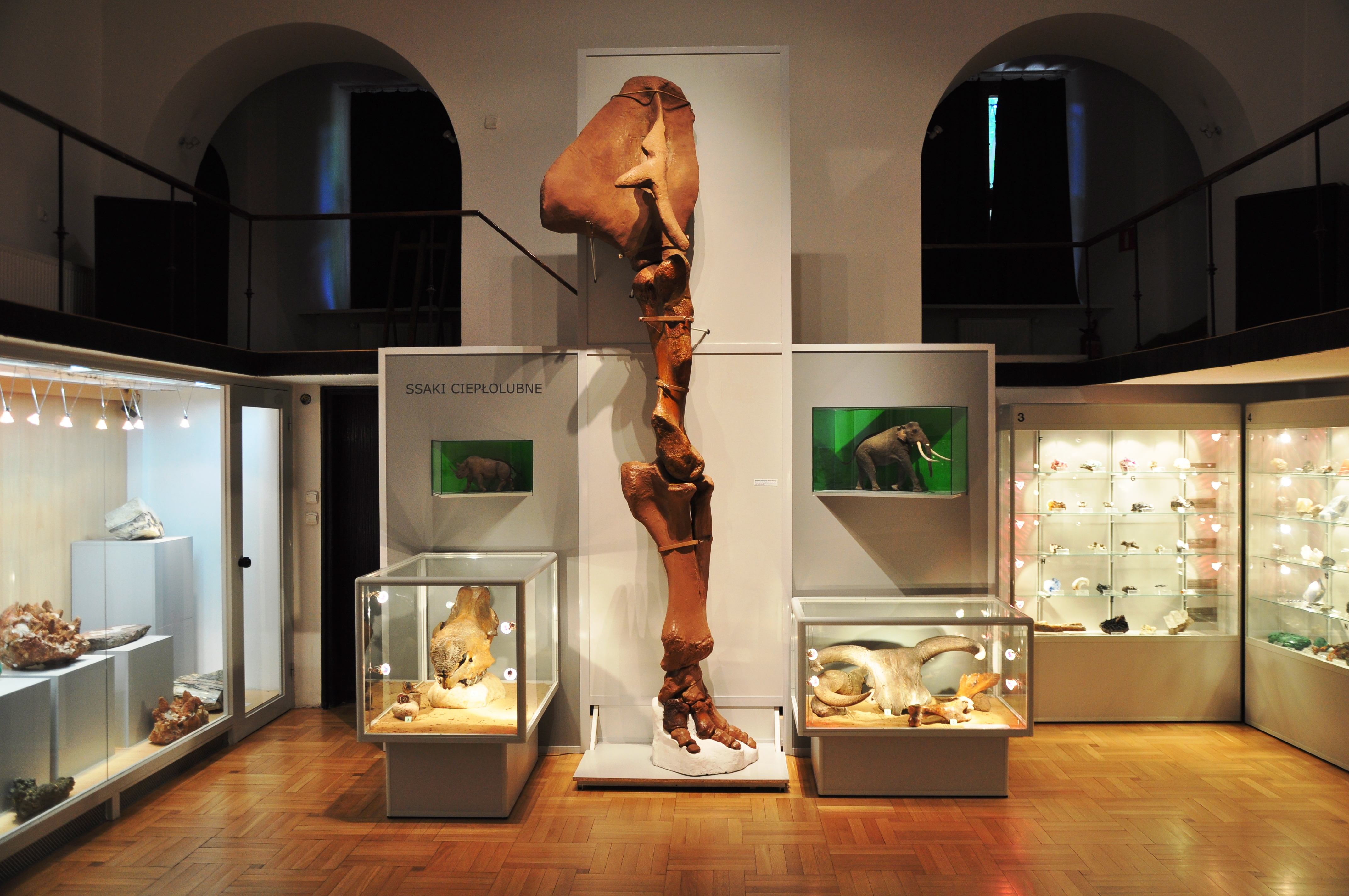
Fragment szkieletu w Muzeum Ziemi PAN w Warszawie, wykopanego w 1847 roku w Warszawie.
Fragment szkieletu w Muzeum Historii Naturalnej w Rotondzie we Włoszech.
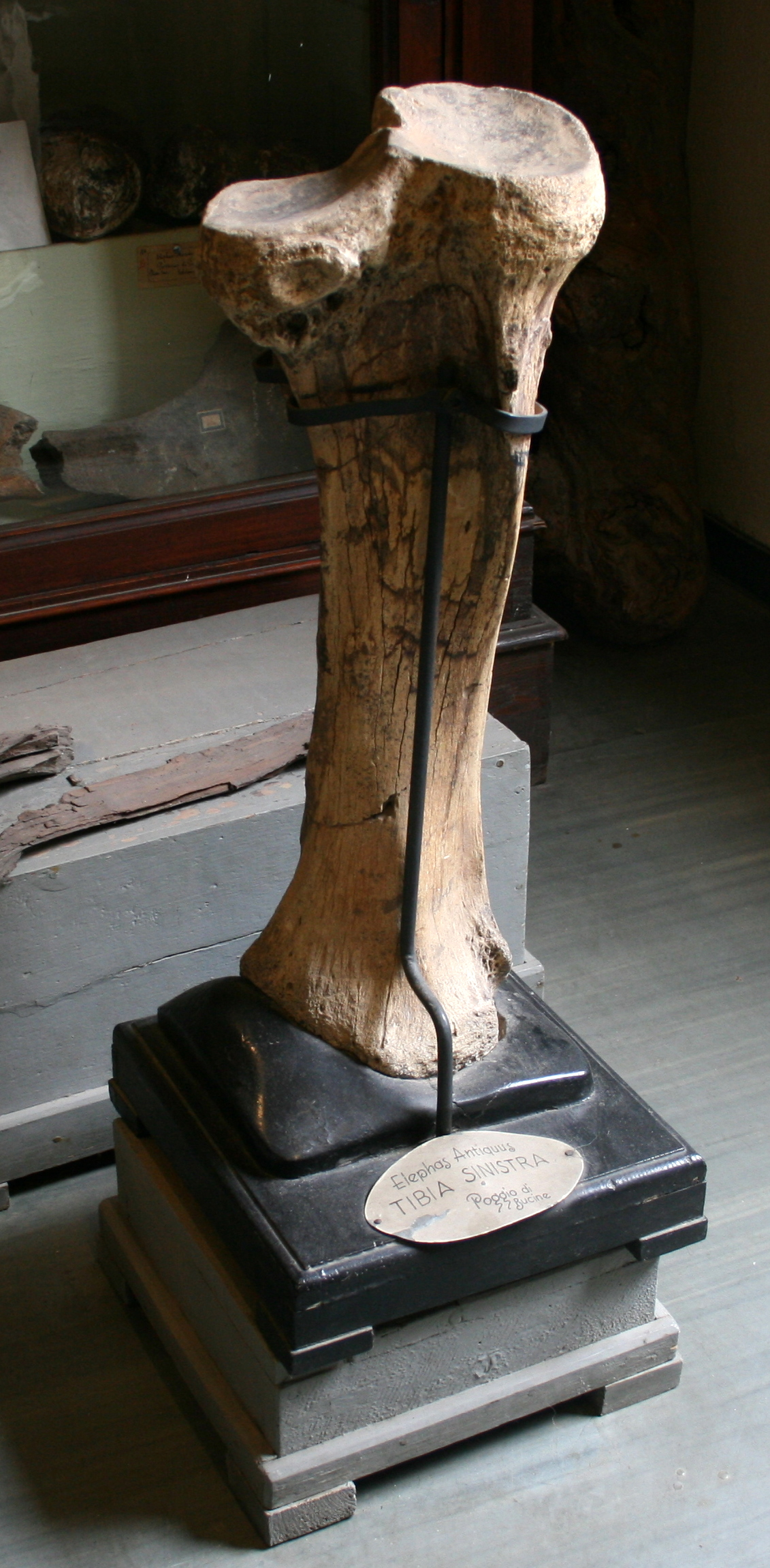
Skamieniała kość piszczelowa P. antiquus w Muzeum Paleontologicznym w Montevarchi we Włoszech.